# Mustafa Cerić
Mustafa Cerić ([mustafaː tserit͡ɕ]; Visoko, 5 febbraio 1952) è un imam bosniaco, dal 1993 al 2012 Gran Muftì della Bosnia ed Erzegovina.
Cerić, figura influente tra i bosgnacchi, ha fatto in modo che l'Islam costituisse un elemento importante nel nazionalismo bosgnacco, e ha sostenuto che la Bosnia ed Erzegovina dovesse divenire uno stato-nazione per i bosgnacchi, dato che serbo-bosniaci e croato-bosniaci già avevano i propri stati di riferimento all'estero.
È stato candidato come membro bosgnacco della Presidenza della Bosnia ed Erzegovina alle elezioni del 2014, ma non è stato eletto.

## Biografia
Cerić studia alla Madrasa di Sarajevo, e riceve una borsa di studio dall'Università Al-Azhar del Cairo. Ritorna quindi in Jugoslavia, dove serve come imam. Nel 1981 accetta la posizione di imam presso il Centro Culturale Islamico della Grande Chicago di Northbrook, Illinois, dove vive per diversi anni. In tale periodo impara la lingua inglese e ottiene un dottorato di ricerca in Studi islamici all'Università di Chicago. Ritorna quindi in Jugoslavia, dove serve come imam a Zagabria dal 1987.
Dal 1993 Cerić è leader della Comunità Islamica di Bosnia ed Erzegovina, e dal 1999 ottiene il titolo di Gran Mufti (reis-ul-ulema). Gli succede nella posizione nel 2012 Husein Kavazović.
Nel 1997, insieme ai massimi rappresentanti delle altre tre religioni del paese, ha fondato il Consiglio interreligioso della Bosnia ed Erzegovina.
Nel 2011 Cerić è tra i fondatori dell'Accademia Bosgnacca delle Arti e delle Scienze, e nel 2012 del Congresso Mondiale Bosgnacco (WBC), organizzazione culturale di cui funge da presidente.

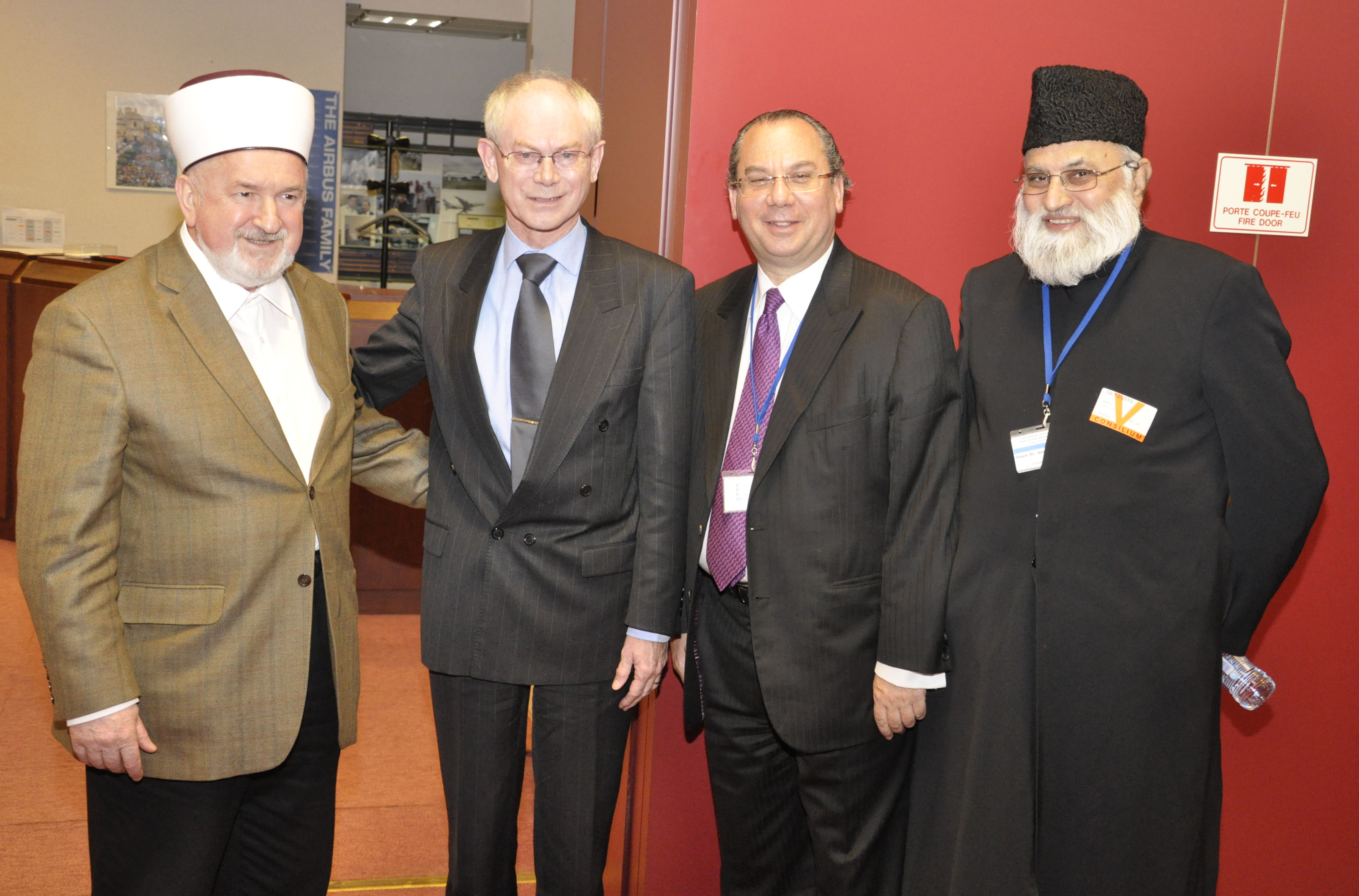
Primo incontro dei leader musulmani ed ebraici europei a Bruxelles, dicembre 2010. Da sinistra: il Grand Mufti Mustafa Cerić, il presidente del Consiglio europeo Herman Van Rompuy, Marc Schneier, Abduljalil Sajid

Cerić è membro di varie organizzazioni e società scientifiche locali e internazionali, quali il Consiglio Interreligioso di Bosnia ed Erzegovina, la Fondazione Memoriale di Srebrenica-Potočari, il Consiglio dei 100 Leader del World Economic Forum, il Consiglio europeo per le fatwa e la ricerca, Religione per la Pace, il Consiglio esecutivo del Consiglio Europeo dei Leader Religiosi, il collegio dei garanti dell'Università Internazionale Islamica di Islamabad, il consiglio della sharia'h della Bosnia Bank International, la Fiqh Academy della Mecca, la Fondazione Aal Albayt per il Pensiero Islamico in Giordania, il Consiglio Mondiale delle Religioni per la Pace, la Commissione Internazionale per la Ricerca sulla Pace presieduta da Henry Kissinger, il Comitato di Coscienza per la Lotta al Negazionismo sull'Olocausto, e il Consiglio esecutivo del Forum Mondiale degli Ulama.
Cerić parla correntemente bosniaco, inglese e arabo, con una conoscenza passiva di turco, tedesco e francese. È sposato e ha due figlie e un figlio.

## Premi e onorificenze
Nel 2003 Cerić è stato tra i premiati del premio UNESCO Felix Houphouet-Boigny Peace Prize e del premio Sternberg del Consiglio Internazionale dei Cristiani e degli Ebrei "per il suo contributo eccezionale alla comprensione tra le fedi."
Nel 2007 ha ricevuto il premio della Theodor-Heuss-Stiftung per il suo contributo alla diffusione e al rafforzamento della democrazia. Lo stesso anno ha ricevuto il premio alla carriera dell'Association of Muslim Social Scientists UK.
Nel 2008 è stato premiato dalla Eugen Biser Foundation per il suo sforzo nel promuovere la comprensione e la pace tra il pensiero cristiano e quello islamico. Ha inoltre accettato l'invito di Tony Blair a sedere nel consiglio consultivo della Tony Blair Faith Foundation.

## Pubblicazioni
- The challenge of a single Muslim authority in Europe (PDF), su springerlink.com. URL consultato il 24 aprile 2021 (archiviato dall'url originale il 3 settembre 2017). European View, December 2007, Center for European Studies
- Roots of Synthetic Theology in Islam
- A Choice Between War and Peace
- A Declaration of European Muslims by Reis-ul-Ulama Dr. Mustafa Ceric, Radio Free Europe, 16 March 2006